# Villa Semmola
La Villa Semmola è una villa storica di Napoli, situata in via Posillipo nell'omonimo quartiere.
Nel 1874 il barone Domenico Gallotti acquistò gran parte dei terreni non edificati di Villa Craven per costruirci due nuovi fabbricati: la Villa Gallotti, più vicina al mare, e quella in questione, più a monte e più vicina all'accesso su via Posillipo. Agli inizi del XX secolo il di lui figlio Tristano la vendette a dei nuovi proprietari (alla famiglia Semmola che da il nome all'edificio), e così cominciò il frazionamento progressivo della grande proprietà dei Gallotti, sulla quale sorsero ulteriori ville (come la Villa Fernandes e la Villa Mayrhofer) che però mantengono l'ingresso comune al civico 54 di via Posillipo. Attualmente si offre allo sguardo come un lindo e bianco edificio neoclassico a quattro piani (compreso il terraneo), circondato da un giardino di discreta estensione. Appartiene ad Antonio D'Amato, già presidente di Confindustria.